# 朝倉景連
朝倉 景連（あさくら かげつら）は、戦国時代の武将。朝倉氏の家臣。同名衆。越前国朝倉山城主。

## 生涯
越前朝倉氏の家臣・朝倉景伝または朝倉景宗の子として誕生。
代々一乗谷の奉行人として活躍し、景連は主君・朝倉義景の頃に前波景定、小泉長利、河合吉統らと共に執務にあっている。また、但馬国の赤渕神社に書状を送るなど外交面でも貢献したと伝わる。弘治元年（1555年）の朝倉宗滴を総大将とした加賀一向一揆攻めに従軍、津葉城を落とす活躍を見せた。
永禄4年（1561年）4月6日に、義景が犬追物を開催した際に、奉行職に任じられた景連は500余人の家来と共に、主君の義景を上回る豪勢な主従の出で立ちで現れ、周囲を驚かせた。また、永禄5年（1562年）に義景の妻・近衛殿ノ御息女の叔父・大覚寺義俊をもてなすために開かれた宴の記録にも、景連の名が見える。
永禄9年（1566年）を最後に奉行人から名が消え、永禄11年（1568年）の足利義昭の義景邸御成りの際に伺候した同名衆の中にも入っていないことから、この頃に死去したとみられる。